# Shapwick (Dorset)
Shapwick – wieś w Anglii, w hrabstwie Dorset, w dystrykcie (unitary authority) Dorset. Leży 28 km na północny wschód od miasta Dorchester i 157 km na południowy zachód od Londynu. W 2001 miejscowość liczyła 190 mieszkańców.